# Huaishang

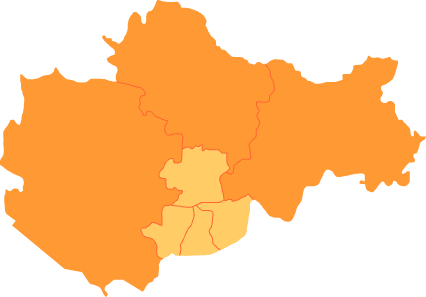
Lage des Stadtbezirks Huaishang im Gebiet der bezirksfreien Stadt Bengbu

Der Stadtbezirk Huaishang (chinesisch 淮上区, Pinyin Huáishàng Qū) ist ein Stadtbezirk in der chinesischen Provinz Anhui. Er gehört zum Verwaltungsgebiet der bezirksfreien Stadt Bengbu. Huaishang hat eine Fläche von 236,9 km² und zählt 236.000 Einwohner (Stand: Ende 2018). 

## Administrative Gliederung
Auf Gemeindeebene setzt sich der Stadtbezirk aus einem Straßenviertel, vier Großgemeinden und einer Gemeinde zusammen. 